# Menyhal
A menyhal (Lota lota) a csontos halak (Osteichthyes) főosztályának sugarasúszójú halak (Actinopterygii) osztályába, ezen belül a tőkehalalakúak (Gadiformes) rendjébe és a Lotidae családjába tartozó faj. Nemének egyetlen faja. Több népies elnevezése is ismert ezért kutyahal, téliharcsa, méhal, ményhal, menyus, törzsökhal, nagyagyú hal, tarka meny(hal) megnevezéssel is lehet találkozni.
Gazdasági szempontból meglehetősen csekély jelentőséggel bír. A téli hideg hónapokban aktív, de ez az életforma azt jelenti, hogy szálkamentes, kitűnő húsa és nagyméretű mája ellenére nem horgásszák intenzíven. A Magyar Haltani Társaság internetes szavazásán a 2013-as év halának választották meg.

## Előfordulása
A menyhal a folyótorkolatok és lagúnák brakkvízeinek, a kevésbé szennyezett szakaszokon főleg hidegvízű folyóknak és tavaknak (az Alpokban 1200 méter felett is) lakója. Magyarországon a folyóvizek többségéből ismert, így a Duna, a Rába, a Marcal, az Ipoly, a Dráva, a Mura, a Kerka, a Tisza, a Túr, a Szamos, a Kraszna, a Bodrog, a Keleti-főcsatorna, a Nyugati-főcsatorna, a Sajó, a Bódva, a Hernád, a Hármas-Körös, a Kettős-Körös, a Sebes-Körös, a Maros folyókban egyaránt megtalálható és nagyobb tavakban a Balatonban és a Fertő tóban is előfordul.
Fő tartózkodási helye az alámosott partok, vízben lévő gyökerek és ágak között, mélyvizekben a zúgók alatt. A Lotidae családjának egyetlen édesvízi képviselője, 3 alfaja került leírásra, az Észak-Amerikában és Nyugat-Szibériában őshonos Lota lota leptura (Hubbs-Schultz, 1941), a Kelet- és Észak-Amerikában honos Lota lota maculosa (LeSueur, 1817) és az Eurázsiában élő Lota lota lota.

## Megjelenése

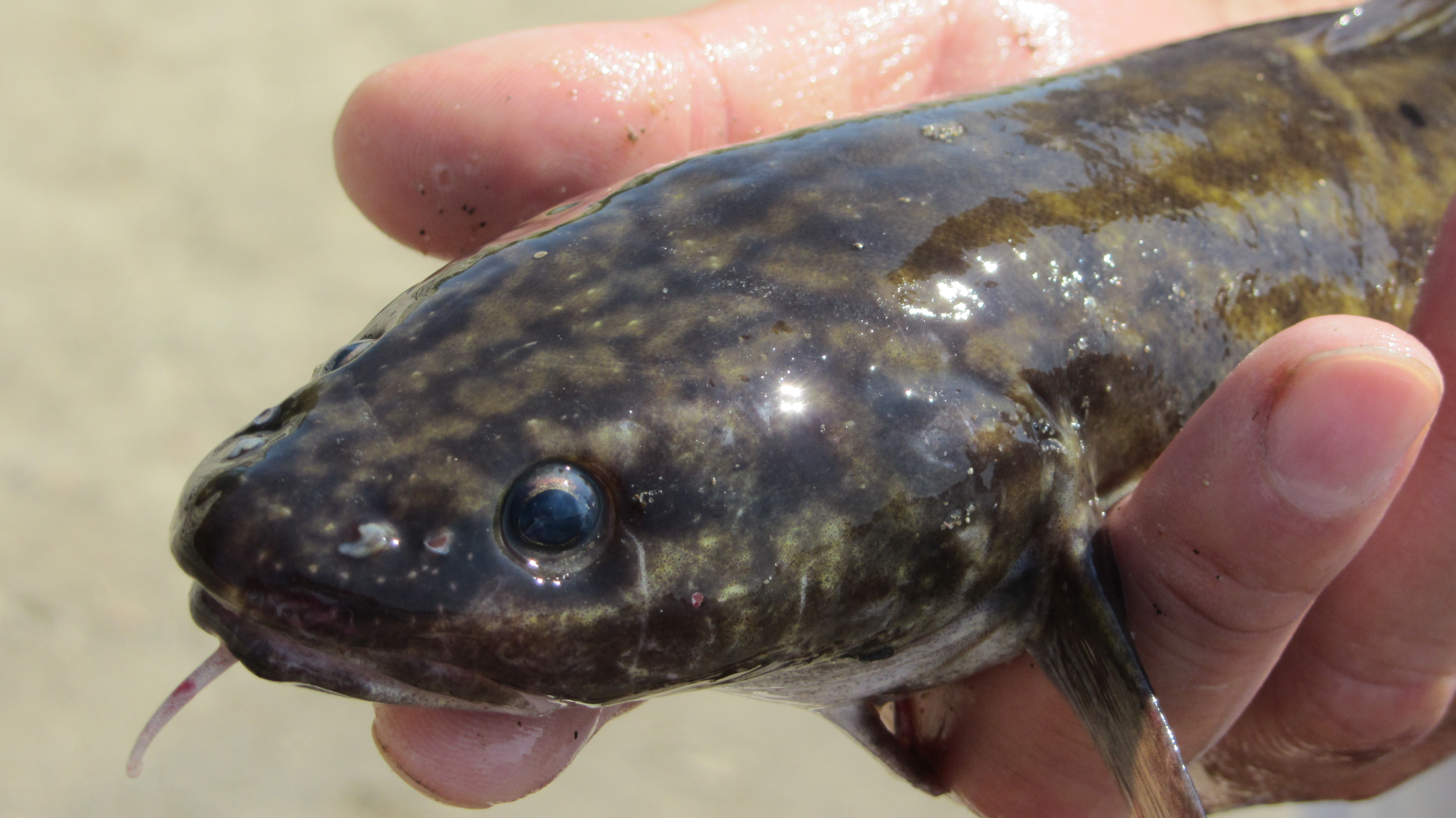
A feje közelről

A hal teste megnyúlt, henger alakú, hátul oldalról lapított, feje széles és lapos. Szájnyílása széles, alsó, középállású, állkapcsai kicsi, hegyes, kefeszerűen elrendezett fogakkal vannak ellátva. Állán hosszú bajuszszál található. Az orrnyílásoknál 2 nagyon rövid tapogatószál van. Kerekded pikkelyei apróak és vékonyak. Oldalvonala nem teljes. Két hátúszója van az első hátúszója 9-16, a második 67-85 sugarú, olyan hosszú, mint a farok alatti úszó (65-78 sugarú), has úszói torokállásúak, farok úszója lekerekített. Háta barna, olajsárgás vagy zöldes, sötétebb, jelentéktelen márványozással, az oldalak világosabbak, sárgásak és a hasa fehéres. Az állkapcsát és ekecsontját kefefogazat nőtte be. Testhossza 30-60 centiméter, legfeljebb 152 centiméter. Az eddig kifogott legnagyobb példány tömege 34 kilogramm volt.

## Életmódja

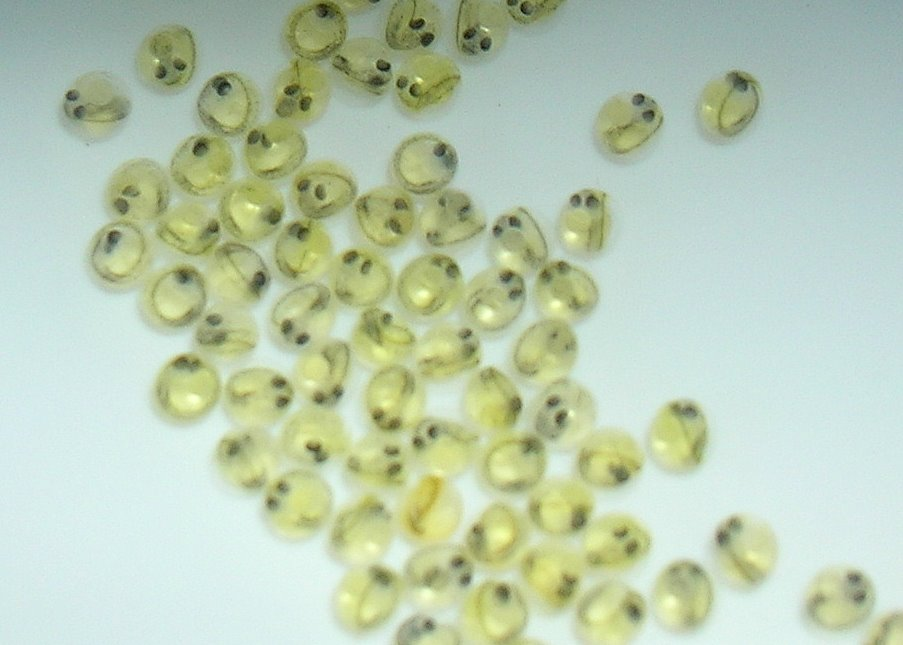
A felvétel egy belga keltetőben készült Brüsszel közelében. A lárvák túléléséhez szükséges hőmérséklet 2-6 Celsius-fok

A menyhal fenékhal, szürkületkor és éjszaka tevékeny. Hidegkedvelő hal, főként 10-13 °C-nál hidegebb vízben aktív. A téli és tavaszi időszakban intenzíven táplálkozik, a felesleges tápanyagokat pedig jól fejlett májában raktározza el. A nyári, melegebb vízben viselkedése megváltozik, de továbbra is felvesz élelmet. Ilyenkor növekedése lelassul, de továbbra is folyamatos - emiatt pikkelyein nem keletkeznek évgyűrűk, csupán világosabb és sötétebb sávok.
Ragadozó hal: a fiatalok tápláléka apró talajlakók, később halikra és ivadék is. A magyar vizekben táplálékának jelentős részét képezi a bolharák (Gammarus sp.) és a vele gyakran azonos helyen élő gébfajok. Ősszel a víz lehűlésével kezdenek megélénkülni a menyhalak, és az éjszakai életmódra berendezkedett halak ilyenkor akár egész nap aktívak.
Magyarországon legfeljebb húsz évig él, alaszkai alfaja viszont huszonöt éves kort is elérhet.

## Szaporodása
Páros ívó, november és március között kezdődik a párzási időszaka, ehhez az ideális vízhőmérséklet 2-5 Celsius-fok. Ikrás példányai 5-20 perces pihenési időközökkel, több részletben bocsátanak ki 300 ezer - 1 millió ikrát. A körülbelül 1 milliméter átmérőjű ikrán (a nőstény testkilogrammjaként 1 millió) nagy olajcsepp van, szabadon sodródik a vízben (lásd a képet). A 6-10 hét után kikelő lárvák 3–4 mm hosszúak. A lárvák kezdetben a vízben lebegnek, a kelést követő 12-15. napon kezdik meg az önálló táplálkozást, és később a fiatal halak kövek alatt rejtőznek.

## Horgászata
A menyhal gazdasági jelentősége nálunk kicsi, hiszen aktív időszaka alatt nem folyik intenzív halászat. Horgászatáról még a tapasztaltabb horgászok sem tudnak sokat, hiszen nagyon kevesen horgásznak kimondottan erre a halfajra. Ennek fő oka az, hogy kevesen vannak azok a horgászok, akik téli estéken akár mínusz tíz fokban is kiülnek a partra, de aki megteszi, egy kis szerencsével akár szép számú zsákmányra is szert tehet, mivel ezek a halak csapatban járnak.
Életmódja alapján a vízfenéken mozog, íváskor tömegesen megy a megszokott ívóhelyre, így akkor jó eséllyel lehet több egyedet is zsákmányolni. Horgászata 2014. január 1-től méretkorlátozás alá esik. Tilos kifogni és megtartani a 25 cm alatti példányait, és naponta legfeljebb 10 kilogrammnyi tartható meg. Magyarországon a Magyar Horgászban közölt eddigi magyar horgászrekord szerint 3,56 kilogramm volt a legnehezebb kifogott példánya.